# Fjälltömygga
Fjälltömygga, Aedes hexodontus är en tvåvingeart som beskrevs av Dyar 1916. Aedes hexodontus ingår i släktet Aedes och familjen stickmyggor. Arten är reproducerande i Sverige. Inga underarter finns listade i Catalogue of Life.